# Klaus Peter Schick
Klaus Peter Schick (* 28. Januar 1955 in Langenfeld; † 15. Januar 2022 in Erftstadt) war ein deutscher Diplomat. Er war von 2008 bis 2012 Botschafter in Eritrea und 2012 bis 2016 Botschafter in Haiti. Von 2016 bis zum Eintritt in den Ruhestand 2020 war er Botschafter in der Republik Kongo.

## Biografie
Nach dem Abitur 1973 in Opladen und der Ableistung des Grundwehrdienstes bei der Bundeswehr studierte er zunächst zwischen 1975 und 1976 Romanistik und Geschichte an der Rheinischen Friedrich-Wilhelms-Universität Bonn, brach dieses Studium jedoch ab.
Danach trat er 1976 in den gehobenen Auswärtigen Dienst ein. Nach Beendigung des Vorbereitungsdienstes 1979 fand er Verwendung in der Zentrale des Auswärtigen Amtes in Bonn und dann von 1980 bis 1984 am Generalkonsulat in Marseille. Anschließend folgten Verwendungen an der Botschaft in Trinidad und Tobago sowie von 1989 bis 1992 am Generalkonsulat in Kalkutta.
1992 trat er seinen Vorbereitungsdienst für den höheren Auswärtigen Dienst an und fand nach Beendigung der Attachéausbildung zuerst Verwendung in der Zentrale des Bundesaußenministeriums und dann zwischen 1997 und 2002 an der Botschaft in Thailand. Anschließend war er zunächst für kurze Zeit Geschäftsträger ad interim an der Botschaft in Haiti sowie daraufhin von 2003 bis 2004 Ständiger Vertreter des Botschafters in der Elfenbeinküste. Nach seiner Rückkehr nach Deutschland war er zwischen 2004 und 2008 Leiter einer Arbeitseinheit im Auswärtigen Amt.
Seit dem 14. August 2008 war Klaus Peter Schick als Nachfolger von Alexander Beckmann Botschafter der Bundesrepublik Deutschland in Eritrea, wo er im Juli 2012 von Viktor Richter abgelöst wurde.
Er selbst wurde im Juli 2012 Nachfolger von Jens-Peter Voss als Botschafter der Bundesrepublik Deutschland in Haiti. Im Sommer 2016 wurde Manfred Auster sein Nachfolger, während Schick das Amt des deutschen Botschafters in der Republik Kongo von Thomas Strieder übernahm.
Er starb im Alter von 66 Jahren im Januar 2022 in Erftstadt.